# 서달로 (서울)
서달로(西達路)는 서울특별시 동작구 상도동에서 흑석동까지 이르는 서울특별시의 도로로, 총 연장은 1.804 km에 이른다.

## 유래
돌이 많아 '서덜산'이라고 표현하였던 봉우리가 "서달산"이라고 전해졌으며, 이 지명을 활용하여 명명한다. 이는 인천광역시에 있는 인천 서달로와 마찬가지로 같은 봉우리에서 유래한 것이 서로 비슷하다.

## 통과하는 지자체
- 동작구
  - 상도1동 - 흑석동

## 접촉하는 도로
- 사당로
- 현충로
- 흑석로

## 주변에 있는 시설
- 숭실대학교 레지던스홀
- 대하빌라
- 래미안상도2차아파트
- 구립흑석어린이집
- 흑석리버파크자이아파트 (2023년 2월 입주 예정)
- 흑석한강센트레빌2차아파트
- 한강어린이집
- 서울은로초등학교
- 예감헤어
- 아름온누리약국
- 열린음악학원
- 중앙대학교 사범대학 부속중학교
- 롯데캐슬에듀포레아파트
- 흑석동복합도서관
- 중앙대학교 사범대학 부속초등학교
- 동남자동차공업사
- 라임스터디카페
- 윤정즉석김밥
- 뉴아이스크림
- 카페아드리아
- KT플라자 중앙대점
- 중앙대학교병원
- 남영서적
- 가마로강정 중앙대점
- 해가든아파트
- 이마트 에브리데이 흑석동점
- 명수대아파트
- 굿베이커리
- 혜윤산부인과의원
- 씨스페이스 흑석중대점
- 흑석역

## 철도 연계역
- 서울 지하철 9호선 : 흑석역